# Tour de Lituanie
Le Tour de Lituanie (officiellement Tour of Lithuania) est une course cycliste par étapes disputée Lituanie. Créé en 2024, il fait partie de l'UCI Europe Tour en catégorie 2.2.
Le parcours traverse différentes régions du pays en cinq étapes. Le parcours étant entièrement plat, aucun classement de la montagne n'est attribué.

## Palmarès
| Année | Vainqueur     | Deuxième               | Troisième      |
| ----- | ------------- | ---------------------- | -------------- |
| 2024  | Mads Andersen | Kristiāns Belohvoščiks | Mathias Larsen |
| 2025  | Martin Laas   | Karl Kurits            | Oskar Winkler  |